# Luis Orta
Luis Orta (né le 22 août 1994 à La Havane) est un lutteur cubain spécialiste de la lutte gréco-romaine. Il participe aux Jeux olympiques d'été de 2020 en combattant dans la catégorie des -60 kg. Il remporte la médaille d'or.

## Palmarès

### Jeux olympiques
- Jeux olympiques d'été de 2020 à Tokyo,  Japon
  -  Médaille d'or.
- Jeux olympiques d'été de 2024 à Paris,  France
  -  Médaille de bronze.